# Beghine e begardi

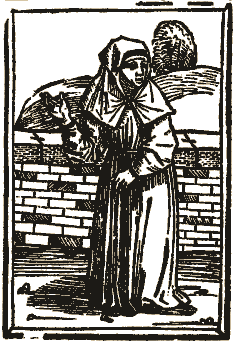
Disegno di una beghina da Des dodes dantz, stampato a Lubecca nel 1489

Beghine e begardi sono i nomi che, a partire dal XIII secolo, furono utilizzati per indicare membri di associazioni religiose formatesi al di fuori della struttura gerarchica della Chiesa cattolica, con lo scopo di una rinascita spirituale della persona tramite una vita monastica, ma senza voti. Questi movimenti sorsero nelle Fiandre intorno al 1150 e si diffusero largamente in Germania e in Francia, e, in misura minore, in Italia, dove la Chiesa romana cercò di incanalare la religiosità femminile entro forme monastiche tradizionali. Sebbene non si basassero necessariamente su presupposti eterodossi, queste associazioni, alle quali si era ammessi senza pronunciare i voti, ben presto caddero in sospetto di eresia a causa della loro interpretazione esclusivamente letterale delle Sacre Scritture. Tradussero infatti i testi in francese: Bibbie vernacolari, contenenti errori di traduzione e passi ritenuti eretici, divennero ampiamente disponibili al pubblico a Parigi.
Furono influenzate dagli insegnamenti degli albigesi e dai Fratelli del Libero Spirito, la cui dottrina fiorì nei pressi di Colonia nello stesso periodo e fu condannata come eretica. I termini beghina e begardo erano probabilmente utilizzati con connotazione dispregiativa e derisoria da parte dei membri delle istituzioni ecclesiali più antiche, che guardavano con sospetto e timore la nascita in seno alla Chiesa di simili movimenti, anche a causa del loro radicale rifiuto verso qualunque legge, comando o norma sociale. Non a caso poche di queste associazioni di laici saranno con il tempo inquadrate nell'ortodossia.

## Etimologia
Nel corso dei secoli, l'etimologia dei termini "beghine" e "begardi" è stata oggetto di controversie. Ad esempio, l'edizione del 1911 dell'Enciclopedia Britannica menzionava la leggenda che il nome derivasse da Lambert le Bègue, un prete di Liegi, che, intorno al 1170, predicò una dottrina basata sull'idea di un'associazione di donne che si dedicassero a una vita religiosa senza prendere i voti monastici. Gli oppositori dell'idea di Bègue chiamarono queste donne beghine.
L'Enciclopedia Britannica respingeva le tesi secondo cui il nome deriverebbe da Begga di Andenne o da un'immaginaria vecchia parola sassone, "beggen", che significherebbe "mendicare" o "pregare". L'edizione odierna della Britannica definisce tuttavia "incerta" l'origine etimologica della parola, che sarebbe comunque nata come termine dispregiativo.
Nel corso del XX secolo è stata avanzata un'altra ipotesi: i termini deriverebbero da "albigesi", un altro movimento ereticale diffuso in Europa tra il XII e il XIV secolo. Alcune enciclopedie, invece, tendono a non prendere in considerazione quest'ultima derivazione.
Il movimento è legato alle personalità di santa Giuliana di Mont-Cornillon, la beata Maria d'Oignies, Cristina di Saint-Trond, Isabella di Huy ed Eva, la reclusa di Saint-Martin.

## Le beghine

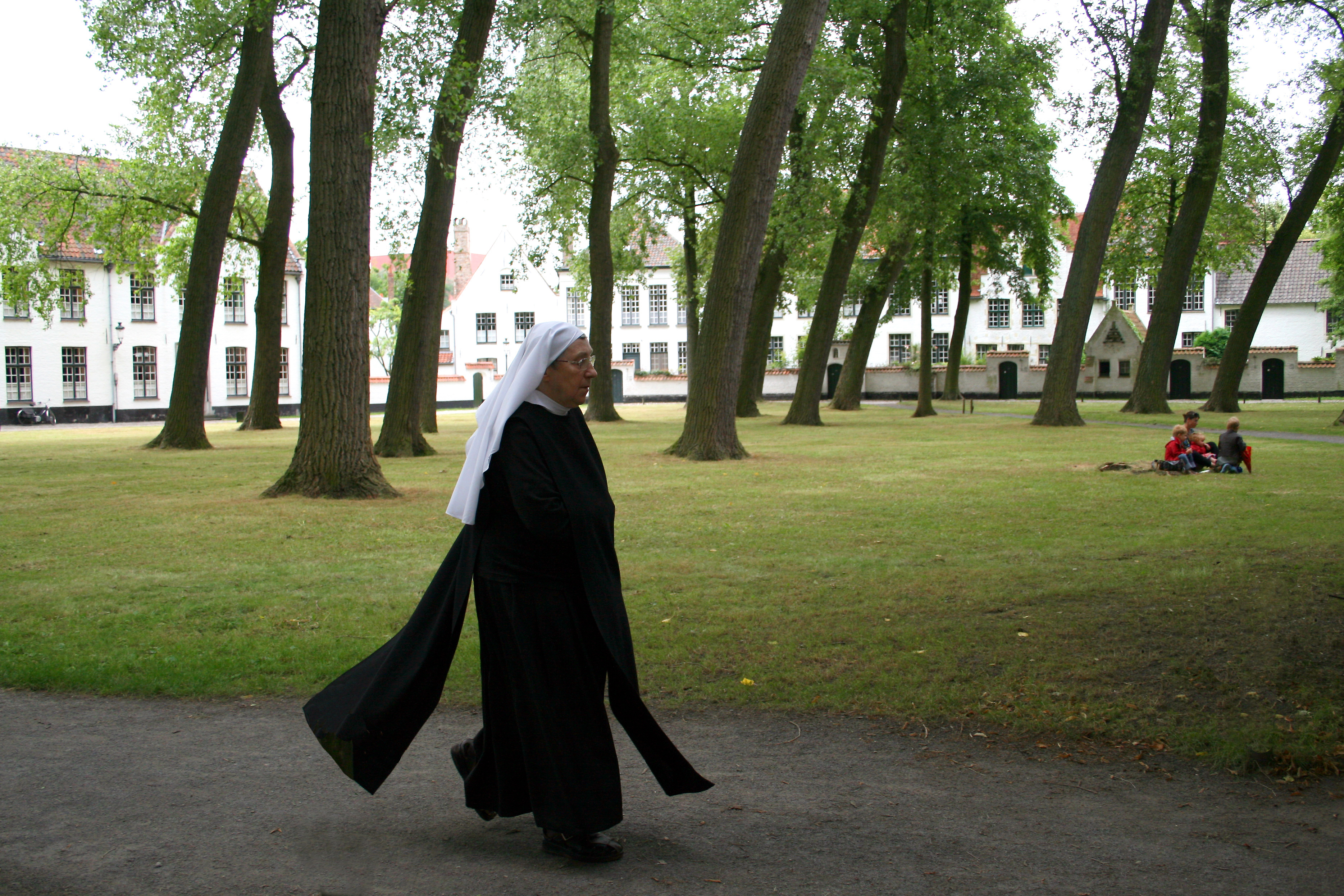
Beghina a Bruges nel 2009

All'inizio del XII secolo vi erano nelle Fiandre donne che vivevano da sole, vedove o non maritate, e che si dedicavano alla preghiera e alle opere di bene senza aver preso i voti. In un primo momento il numero era abbastanza esiguo ma in seguito, nel corso del secolo e verso la fine dello stesso, crebbe notevolmente. Questo era il periodo delle Crociate e le città e i villaggi brulicavano di donne sole. Questi gruppi di donne avevano le loro abitazioni ai margini della città all'interno delle quali sostentavano i poveri e i mendicanti. All'inizio del XIII secolo si formarono veri e propri gruppi comunitari chiamati beghinaggi.
Le beghine non erano suore perché non avevano mai preso i voti, avrebbero potuto tornare alla vita precedente o anche sposarsi se l'avessero voluto, e non avevano mai rinunciato alle loro proprietà. Se una beghina non aveva nulla, non chiedeva né accettava l'elemosina, ma si sostentava lavorando o con l'insegnamento ai figli dei borghesi. Viveva nel chiostro durante il tempo del suo noviziato ma poi, alla fine di questo, ritornava alla sua dimora e, se poteva permetterselo, si circondava anche di servi personali. Lo stesso obiettivo nella vita, gli stessi insegnamenti ricevuti, e la comunità di culto erano gli unici legami che aveva con le sue compagne.
Non c'era una casa-madre, né regole comuni, né un ordine gerarchico comune; ogni comunità adottava un proprio modo per il conseguimento degli obiettivi, anche se molti gruppi adottavano uno stile di vita francescano. Queste comunità sono state molto diverse tra loro per quanto riguarda lo status sociale dei loro membri; alcuni gruppi ammettevano solo dame di alto grado, altri erano esclusivamente riservati alle persone in condizioni umili, altri ancora aprivano le loro porte a donne di ogni condizione, e questi erano i gruppi comunitari più grandi. Molti, come il beghinaggio di Gand, erano formati da migliaia di membri.

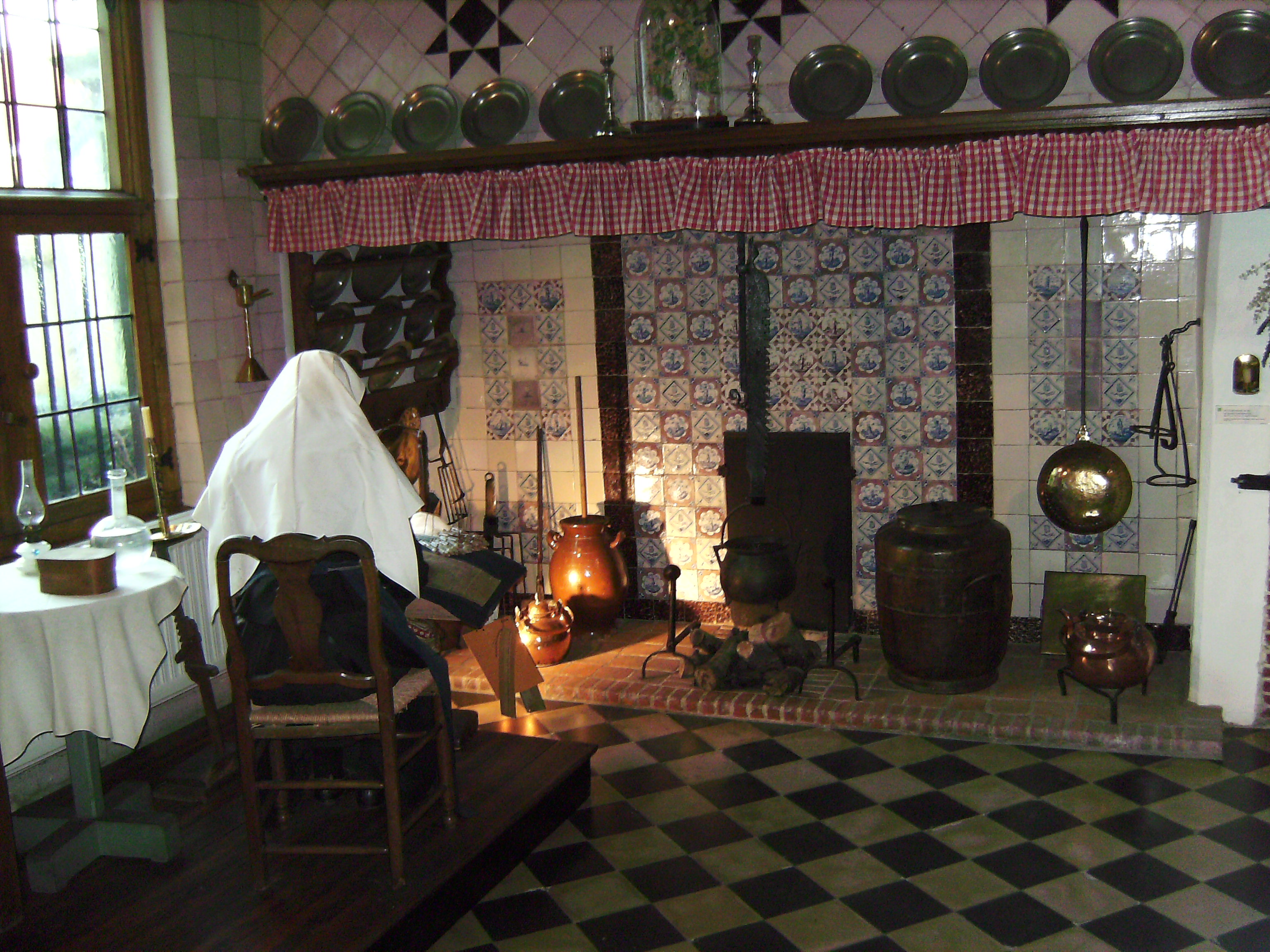
Interno di un convento di beghine del XIX secolo, Museo del Beghinaggio (Musée du Béguinage) di Turnhout, Belgio

Questa istituzione semi-monastica, mirabilmente adattata alle necessità spirituali e sociali dell'epoca, si diffuse rapidamente in tutto il territorio e presto cominciò a esercitare una profonda influenza sulla vita religiosa del popolo. Ciascuna di queste istituzioni era un centro ardente di misticismo e non erano i monaci, che per lo più abitavano in campagna, e nemmeno il clero secolare, ma le beghine e i begardi a plasmare il pensiero e la vita religiosa della popolazione urbana dei Paesi Bassi di quel periodo. Ci furono beghinaggi a Mechelen già nel 1207, a Bruxelles nel 1245, a Lovanio prima del 1232, ad Anversa nel 1234, a Bruges nel 1244, e dalla fine del secolo non c'era quasi un comune nei Paesi Bassi che non avesse il suo beghinaggio, mentre molte delle grandi città ne avevano due o tre o anche di più.
Nel corso del XIII secolo, la dottrina tendeva a diventare più mistica e basata sempre meno sul lavoro manuale come fonte di sostentamento; spesso le beghine finivano per chiedere l'elemosina. In alcuni casi, questo spostamento verso il misticismo causò problemi per le beghine. Ad esempio, Margherita Porete, una beghina francese, fu bruciata sul rogo a Parigi nel 1310. Fu condannata dalla Chiesa cattolica per eresia e accusata di appartenere ai Fratelli del Libero Spirito ma i veri motivi che portarono all'esecuzione non sono ancora del tutto chiari. Un motivo potrebbe essere il fatto che si oppose alla censura dello Speculum simplicium animarum (Lo specchio delle anime semplici), un suo libro che la Chiesa tentò di togliere dalla circolazione.
Dal XIV secolo alcune comunità furono assorbite da ordini monastici e dagli ordini mendicanti, mentre altre si trasformarono in flagellanti o in altri ordini le cui dottrine erano considerate eretiche. Nel 1311, papa Clemente V accusò le beghine di diffondere l'eresia, e furono represse sotto Giovanni XXII, Urbano V e Gregorio XI. Sono state riabilitate nel XV secolo da Eugenio IV. La maggior parte di questi istituti sono stati soppressi durante i disordini religiosi del XVI secolo o durante gli anni tempestosi verso la fine del XVIII secolo, ma alcuni conventi di beghine sopravvissero fino al ventesimo secolo in alcune parti del Belgio, come quelli di Bruges, Lier, Mechelen, Lovanio e Gand, comunità che contavano quasi un migliaio di membri nel 1905; l'ultima beghina del Belgio, la sorella Marcella Pattijn, 88 anni, viveva in una casa di riposo nel 2008, a Kortrijk, ed è morta il 14 aprile 2013. Con lei si è chiusa la vicenda storica del movimento beghinale.
Il beghinaggio di Amsterdam ebbe il merito di aver notevolmente influenzato lo sviluppo della città nel Basso Medioevo, sopravvivendo alla Riforma come comunità cattolica, anche se la parrocchia fu sequestrata e donata agli inglesi puritani in esilio. L'ultima beghina di Amsterdam morì nel 1971, ma il beghinaggio resta uno dei più noti punti di riferimento della città. Benché le sue tracce architetturali siano visibili solo in Olanda e soprattutto in Belgio, dove 13 beghinaggi sono dal 1998 iscritti dall'UNESCO come patrimonio mondiale dell'umanità, il movimento beghinale è stato un fenomeno spiccatamente europeo.

## I begardi
La rinascita religiosa diffusasi con le beghine portò alla nascita di una dottrina simile anche per gli uomini. Gli uomini che cominciarono a seguire le orme delle beghine furono denominati "begardi". I begardi erano tutti laici, e, come le beghine, non erano vincolati da voti e le regole di vita che osservavano non erano uniformi. I membri di ogni comunità erano soggetti solo ai propri superiori locali ma non possedevano proprietà private. Ogni gruppo aveva una cassa comune e i fratelli abitavano sotto lo stesso tetto, e mangiavano allo stesso tavolo. In molti casi considerarono legittima l'appropriazione dei beni altrui, giustificando l'omicidio in caso di proteste da parte del legittimo proprietario: "Mentire, barare, rubare, uccidere: tutto era giustificato. Vi sono prove che queste erano in effetti pratiche comuni tra i begardi ed i Fratelli dello Spirito Libero".
Erano per la maggior parte, anche se non sempre, uomini di umili origini, tessitori, tintori, addetti alle gualchiere, e così via, e furono fortemente connessi con le attività artigianali delle città in cui risiedevano. I begardi erano spesso uomini a cui il fato non aveva riservato un buon destino, uomini che avevano spezzato ogni rapporto con gli amici o con la stessa famiglia a causa di qualche evento negativo, oppure uomini che, a causa di problemi di salute o dell'avanzare dell'età, o a causa di un incidente, non erano in grado di vivere da soli.
Se i borghi medievali dei Paesi Bassi avevano trovato nel beghinaggio una soluzione a molti dei problemi riguardanti le donne, la creazione delle comunità di begardi offriva una soluzione, almeno parziale, alla questione riguardante gli operai o gli uomini addetti ad attività logoranti che giungevano a un certo punto della loro vita in cui non erano più in grado di sostentare loro stessi. Grazie alla loro intima connessione con le corporazioni di artigiani e operai, queste istituzioni furono in grado di influenzare in larga misura la vita religiosa della popolazione, modellandone opinioni e credo per oltre duecento anni.

## Rapporto con la Chiesa
Considerando le classi sociali da cui i begardi erano generalmente reclutati e il fatto che le loro comunità religiose non erano sotto lo stretto controllo ecclesiastico, non è sorprendente constatare che alcune comunità a poco a poco avessero sviluppato credi e opinioni non in armonia con la Chiesa cattolica. Le apparenti tendenze eretiche dei begardi e delle beghine provocarono provvedimenti disciplinari, a volte gravi, da parte dell'autorità ecclesiastica. Diverse restrizioni furono emanate contro il loro movimento dai sinodi di Fritzlar (1259), Magonza (1261), Eichstätt (1282), e le loro attività furono proibite in quanto "non approvate" dal sinodo di Béziers (1299).
La loro dottrina fu inoltre condannata dal concilio di Vienne (1312), ma questa sentenza fu in parte mitigata da Giovanni XXII (1321) che permise alle beghine di riprendere il loro stile di vita e di portare avanti la dottrina.
I begardi erano più ostinati e durante il XIV secolo furono più volte condannati dalla Santa Sede, dai vescovi (in particolare in Germania), e dall'Inquisizione. Ma non furono condannati in toto da tutto il mondo cattolico. In loro favore Gregorio XI (1374-1377) e Bonifacio IX (1394) indirizzarono bolle pontificie ai vescovi di Germania e dei Paesi Bassi. Anche la Catholic Encyclopedia ammette, d'altra parte, che tra i begardi vi erano uomini di fede e di pietà.
Un'eco della posizione teologica dei begardi si trova nella dottrina del quietismo.

## Declino
Prima della fine del Medioevo, le comunità dei begardi erano in pieno declino; nel 1631 c'erano solo 2 487 membri. Il loro numero diminuì con il declino del commercio di tessuti, e, una volta che l'industria morì, si ridusse sempre più gradualmente. In Belgio il numero più alto di queste fondazioni, in epoca medievale, è stato di 94, ma nel 1734 si erano ridotte a sole 34, e nel 1856 a 20. Nel corso di un periodo di quasi due secoli, tra il 1631 e il 1828, la comunità era più che dimezzata, arrivando a 1 010 membri.

## Seconda ondata
Una seconda ondata del movimento delle beghine è stata identificata da Jean Hughes Raber. Avvenne nel XVII secolo, incoraggiata e sostenuta dall'arcivescovo Matthias Hovius che contribuì a risollevare il beghinaggio di Mechelen. Per quanto riguarda la fine di questa seconda ondata, secondo Raber non c'è una data definita e altri movimenti laici femminili nel XX secolo sarebbero estensioni dei movimenti delle beghine.

## Riferimenti letterari
- Nel suo romanzo Vita e opinioni di Tristram Shandy, gentiluomo, Laurence Sterne narra la descrizione di una beghina fatta da Corporal Trim.
- Il primo romanzo di Françoise Mallet-Joris, The Illusionist, ha come titolo francese Le Rempart des Béguines. Questo è il nome della strada della città fiamminga di Gers (Belgio) dove Tamara, una cortigiana, vive isolata dalla mortificante società borghese. Tamara è aiutata da un industriale, che la contatta di tanto in tanto, ma la sua passione è per le donne, e il romanzo descrive i suoi tentativi di seduzione della figlia quindicenne dell'uomo.
- Il romanzo La casa del Santo Sangue (1930) di Marino Moretti è ambientato nel beghinaggio di Bruges.
- Nel romanzo di Umberto Eco Il nome della rosa, i begardi sono spesso citati tra i movimenti eretici che l'Inquisizione ha intenzione di perseguitare, e viene sottolineata la difficoltà nel distinguere tutti i movimenti spirituali, così come nel decidere quali sono eretici e quali no.
- Nel romanzo Mondo senza fine, di Ken Follett, le beghine sono citate da due personaggi del romanzo, esattamente da una suora, Madre Cecilia, mentre parla con Caris, la figlia del lanaiolo.
- Il romanzo I maestri oscuri della scrittrice inglese Karen Maitland è interamente incentrato sul tentativo di installazione di un beghinaggio sulle sponde inglesi nel XIV secolo.
- Nel romanzo La spada e il calice di Bernard Cornwell, Geneviève, una giovane condannata al rogo in quanto accusata ingiustamente di essere beghina, viene salvata da Thomas di Hookton che, perdutamente innamorato, continua la ricerca del Graal con lei al suo fianco.
- Nel romanzo La donna allo specchio di Éric-Emmanuel Schmitt una delle protagoniste, Anne, entra nel beghinaggio di Bruges.
- Nel romanzo Chiara di Assisi - Elogio della disobbedienza Dacia Maraini descrive in poche, ma esaustive, parole e i compiti delle beghine e la polemica che nasce con la chiesa cattolica.
- Nel romanzo La notte delle beghine di Aline Kiner (ed. Neri Pozza), è narrata la vita di un gruppo di beghine a Parigi e la vicenda di Marguerite Porete.
- Il "beghino" è citato nella canzone Delitto di paese di Fabrizio De André.